# Netelia flavitarsis
Netelia flavitarsis là một loài tò vò trong họ Ichneumonidae.